# Spectre d'ondes planes
La méthode du spectre d'ondes planes est une méthode d'analyse spectrale.

## Introduction
La décomposition d'une onde de forme quelconque sur une base d'ondes planes est une opération usuelle dans différents domaines de la physique, par exemple en optique ou en mécanique quantique.
Dans certaines géométries de sources, il est fait appel au principe de Huygens pour obtenir le champ à longue, ou très longue distance : une surface d'onde donnée est considérée comme sources d'ondes sphériques dont la combinaison fournira le champ à l'endroit voulu.
La méthode du spectre d'ondes planes procède d'une tout autre manière, sans nécessiter d'appel à un principe supplémentaire. Elle apparaît singulièrement efficace si le champ source, à propager, est connu dans un plan.
Une simple transformée de Fourier bidimensionnelle mène à l'obtention d'une expression analytique valable en tout point de l'espace tridimensionnel. On retrouve ainsi en quelques lignes de calcul les approximations usuelles de Fresnel, ou de Fraunhofer, mais en plus, l'expression obtenue est satisfaisante pour le champ proche, ce que ne donne pas l'approche utilisant le principe de Huygens.
La méthode peut être appliquée dans de nombreux cas, où la source est effectivement plane. Par exemple dans le cas d'une fente source dans un écran plat ; en première approximation le champ incident sur l'écran est découpé à l'emporte-pièce, ce qui est usuellement fait. En dehors de cette difficulté — qui a son importance — le calcul est valide, pour chaque composante du champ vectoriel, s'il y a lieu, et ce à toute distance.

## Aperçu mathématique
Soit {\displaystyle f} un champ scalaire monochromatique de pulsation {\displaystyle \omega =kc}, satisfaisant à une équation de Helmholtz (une adaptation peut être réalisée pour l'équation de Schrödinger, ou autres équations de propagation, ou de diffusion) :
Une onde plane est une solution particulière cette équation. Une solution générale peut être écrite par linéarité de l'équation de Helmholtz comme une superposition d'ondes planes se propageant dans toutes les directions possibles dans le demi-espace {\displaystyle z>0}.
Par hypothèse le champ {\displaystyle f(x,y,z)} est connu dans le plan {\displaystyle z=0}, plan sur lequel on évalue la transformée de Fourier :
La transformée de Fourier du champ dans un plan situé à une cote {\displaystyle z} est alors tout simplement :
Ainsi obtient-on, dans le plan {\displaystyle z} quelconque, le champ {\displaystyle f(x,y,z)} par une simple transformation de Fourier inverse :
qui est la solution exacte.
Dans cette expression, les hautes fréquences spatiales ({\displaystyle q_{x}^{2}+q_{y}^{2}>k^{2}}) vont mener à une décroissance exponentielle pour l'argument de l'intégrale. Ces hautes fréquences spatiales caractérisent des détails fins du plan source qui ne seront donc visibles qu'en champ proche. Ces ondes planes particulières sont appelées des ondes évanescentes ou inhomogènes. À grande distance, la participation de ces ondes évanescentes devient négligeable. C'est ce qui limite de façon fondamentale la résolution des instruments optiques : l'information sur les variations spatiales rapides (de taille caractéristique inférieure à la longueur d'onde) d'un objet émettant de la lumière est contenue dans les évanescents. Il n'est donc pas possible à cause de la propagation elle-même, de faire l'image d'un objet de taille inférieure à la longueur d'onde de la lumière utilisée.
Le champ {\displaystyle f} peut être évalué en utilisant la méthode de la phase stationnaire. Cette approximation mène pour de grandes distances aux formules de Fresnel (facteur d'obliquité inclus) ainsi qu'à celles de Fraunhofer pour de très grande distance.
Par exemple, dans le cas de l'approximation de Fraunhofer, on trouve :
l'amplitude en {\displaystyle x,y,z} est proportionnelle à la transformée de Fourier en {\displaystyle z=0} pour le vecteur d'onde {\displaystyle (q_{x},q_{y})=(kx,ky)/z}.